# Бифштекс

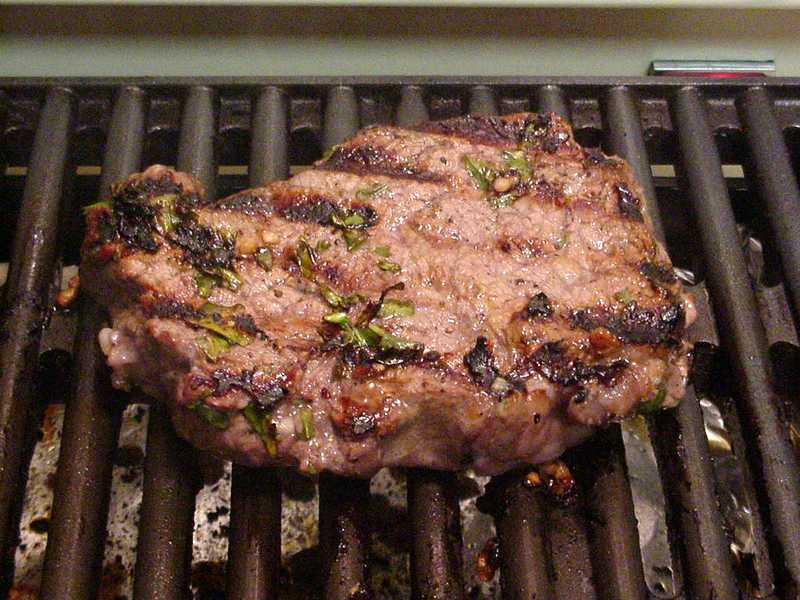
Натуральный бифштекс из маринованного мяса, приготовленный «с кровью» на гриле и посыпанный зеленью

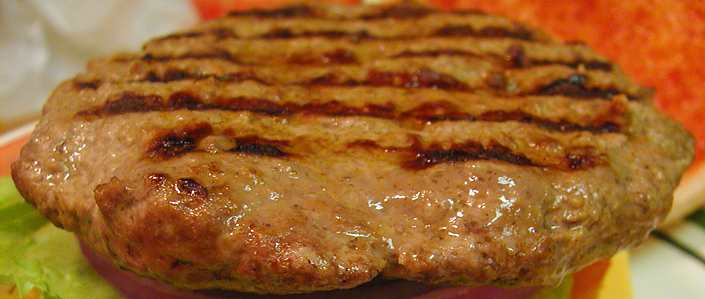
Готовый жареный бифштекс из рубленого мяса на гриле

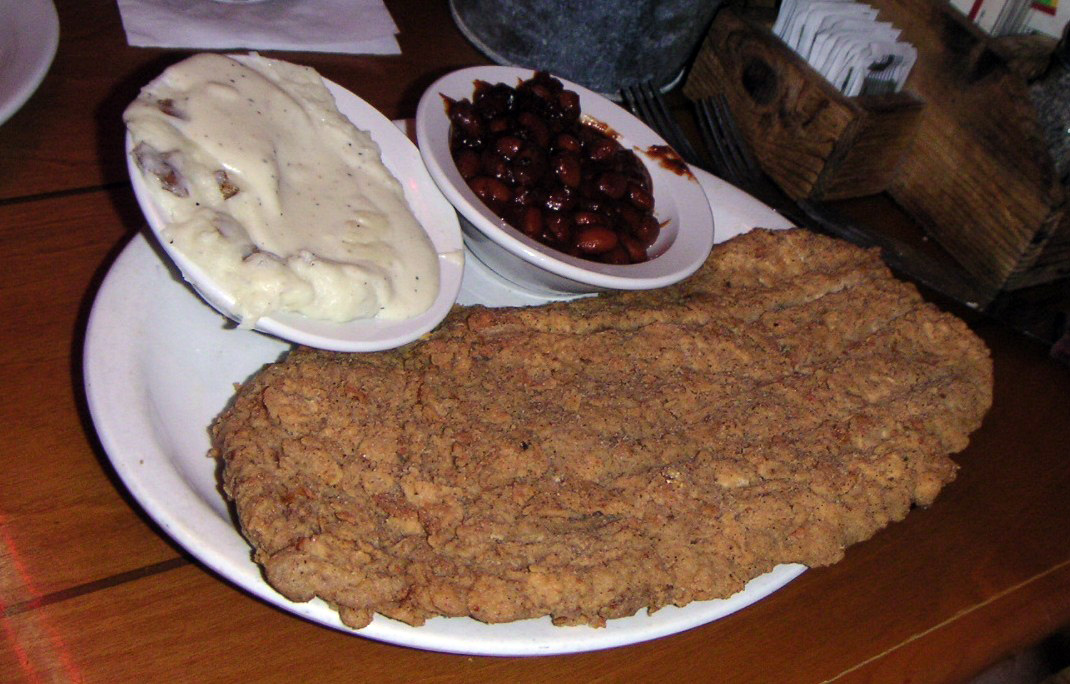
Жаренный во фритюре бифштекс из отбитого мяса в кляре

Бифште́кс (от англ. beef — говядина и steaks — куски), стейк-филе́ — блюдо из жареной говядины, изначально один из видов стейка, стейк из головной части вырезки.
Часто встречается подвид рубленого бифштекса (зачастую даже из фарша, приготовленного мясорубкой), являющегося прототипом котлеты. Бифштексы также классифицируют по степени прожарки.
В Британии традиционно часто подаётся с йоркским пудингом, а в США как часть гамбургера.
В США бифштекс часто приготавливается на гриле (барбекю) и нередко из цельного куска говядины. Бифштекс из рубленого мяса, приготовленный на гриле, в США называют солсберийским (англ. Salisbury steak) или гамбургским (англ. Hamburg steak), а жаренный в кляре — куриным (англ. chicken fried steak) или по-деревенски (англ. country fried steak).